# Polynema gargarae
Polynema gargarae är en stekelart som beskrevs av Gennaro Viggiani och Riccardo Jesu 1986. Polynema gargarae ingår i släktet Polynema och familjen dvärgsteklar.
Artens utbredningsområde är Italien. Inga underarter finns listade i Catalogue of Life.